# Gola Gokarannath
Gola Gokarannath is een stad en gemeente in het district Lakhimpur Kheri van de Indiase staat Uttar Pradesh. 

## Demografie
Volgens de Indiase volkstelling van 2001 wonen er 53.832 mensen in Gola Gokarannath, waarvan 53% mannelijk en 47% vrouwelijk is. De plaats heeft een alfabetiseringsgraad van 68%.

## Galerij

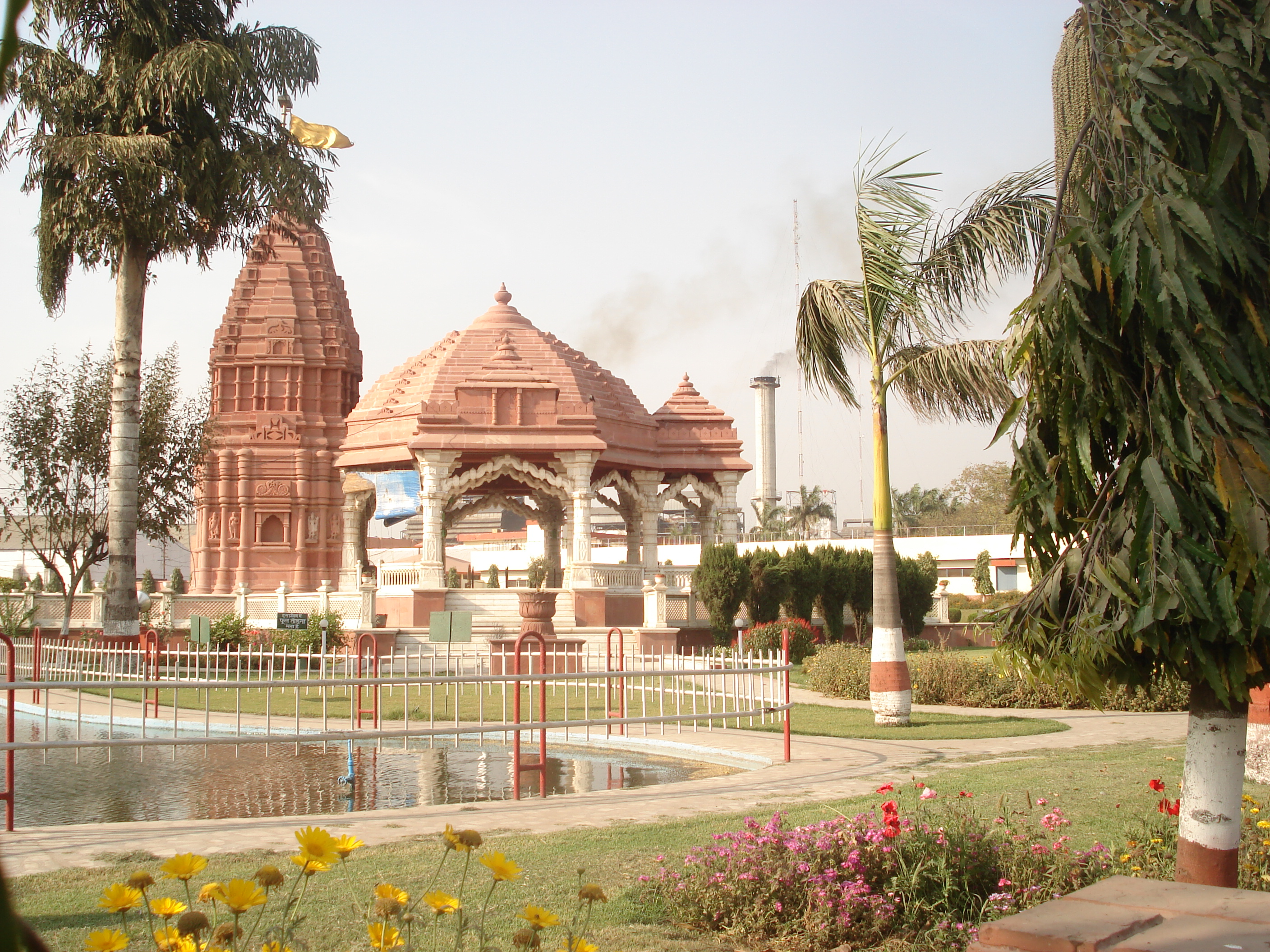
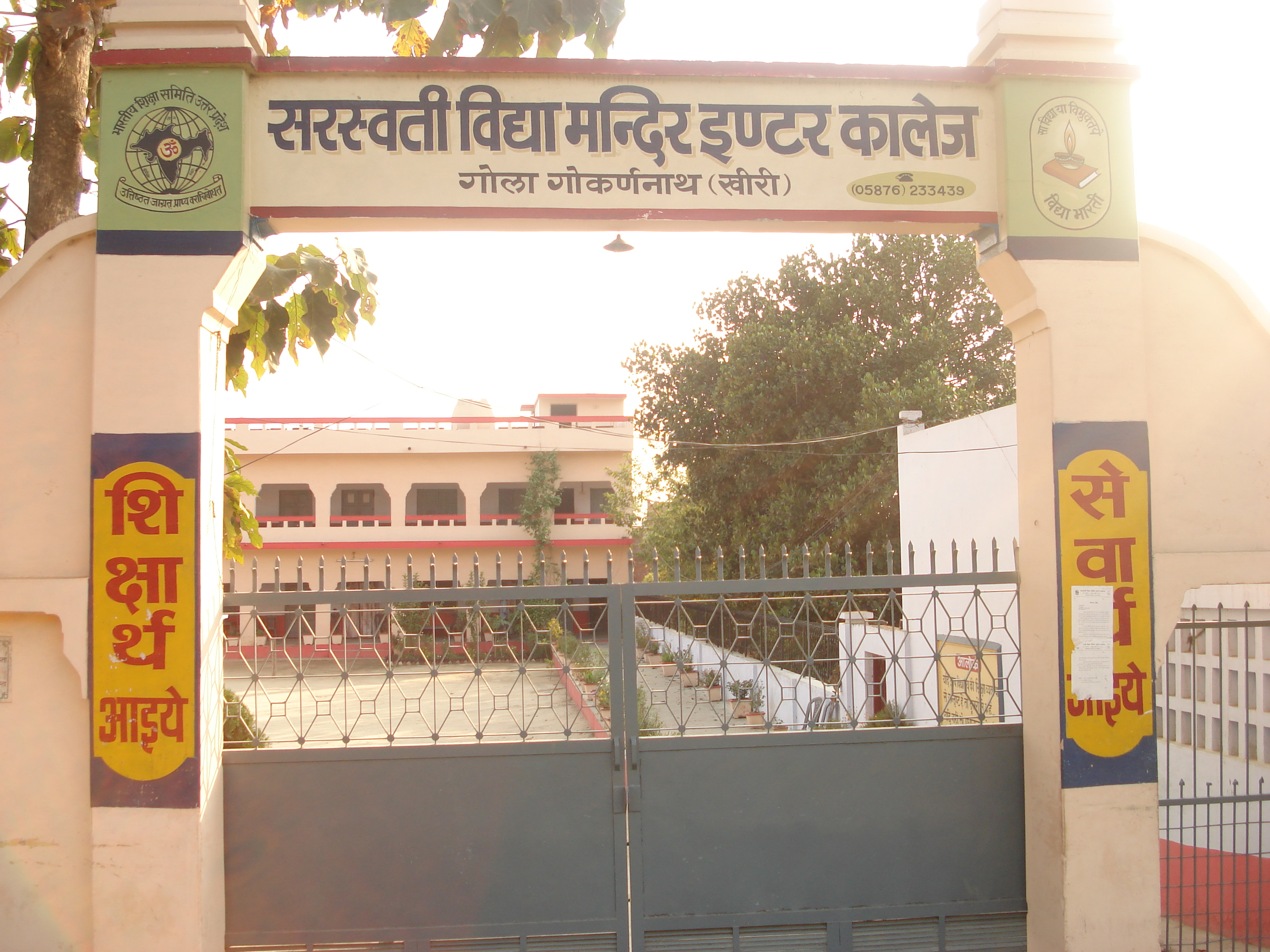
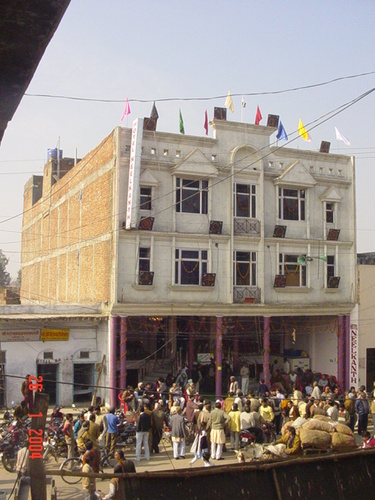